# Col·lectivització a la Unió Soviètica
La Col·lectivització, rus: Коллективиза́ция, transliterat Kol·lektivizàtsia) va ser una política posada en marxa a la Unió Soviètica per Ióssif Stalin entre 1928 i 1933, per consolidar la terra en mans privades i la mà d'obra en granges d'explotació col·lectiva (els kolkhozos, en rus: колхо́з) i en granges d'explotació estatal (els sovkhozos; en rus, совхо́з). Els dirigents soviètics estaven segurs que la substitució de granges de propietat intel·lectual per koljozi augmentaria immediatament les reserves d'aliments per a la població urbana, l'oferta de matèries primeres per a la indústria i les exportacions agrícoles en general. La col·lectivització, per tant, era vista com la solució a la crisi en la distribució agrícola (majoritàriament en el lliurament del cereal) que s'havia implementat des de 1927 i s'estava tornant més desenvolupada, a l'hora que la Unió Soviètica seguia amb el seu ambiciós programa d'industrialització.
Ja a inicis de la dècada de 1930, més del 90% de les terres agrícoles estaven col·lectivitzades, en convertir les llars rurals en granges col·lectives amb les seves terres, bestiar i d'altres béns. Sovint, la col·lectivització suposà enormes costos humans i socials, mentre que el tema dels guanys econòmics de les granges col·lectives seguia estant majoritàriament irresolt.

## Antecedents
Després de la supressió de la servitud russa i l'emancipació de 1861, els camperols van aconseguir el control de gairebé la meitat de les terres que havien treballat anteriorment i començaren a demanar la redistribució de totes elles; però malgrat això, les aspiracions de terres de tots els camperols seria difícil de satisfer, car la tecnologia de llaurança dels camperols de l'època era molt simple i no hi havia prou terres per concedir-les a tots els camperols que volguessin la seva pròpia granja. Les reformes agrícoles de Stolipin (1905-1914) van concedir incentius per a la creació de grans finques, però això finalitzà amb la I Guerra Mundial. El Govern Provisional Rus aconseguí ben poca cosa durant els mesos de la guerra, tot i que els líders russos continuaren prometent una redistribució. Els camperols començaren a tornar-se en contra del Govern Provisional, organitzant-se en comitès de terres que, juntament amb les tradicionals comunes de camperols es convertiren en una poderosa força d'oposició. Quan Lenin tornà a Rússia el 3 d'abril de 1917 va prometre al poble "Pau, Pa i Terra", referint-se aquesta darrera apel·lació a la promesa feta als camperols respecte a la redistribució de terres confiscades.
Durant el període del comunisme de guerra, la política de Prodrazviorstka (repartiment d'aliments) significava que els camperols eren obligats a entregar els excedents de gairebé tots els productes agrícoles a un preu fix. Quan finalitzà la Guerra Civil Russa, l'economia acabà amb la Nova Política Econòmica (NEP) i, especialment, la política de Prodrazviorstka o "impost d'aliments." Aquesta nova política va ser dissenyada per reconstruir la moral entre els camperols armats i portà a l'increment de la producció, mentre que, gràcies a l'impost progressiu, qui més diners guanyava pagava més.
Fins aquell moment, els bolxevics no tenien més remei que permetre que els camperols prenguessin les terres i les explotessin privadament. A la dècada de 1920, però, començaren a inclinar-se cap a la idea de l'agricultura col·lectiva. Les comunes preexistents que redistribuïen periòdicament la terra van fer ben poca cosa per promoure la millora a la tècnica agrícola i conformaren una font de poder més enllà del control del govern soviètic. Malgrat que la diferència d'ingressos entre camperols rics i pobres no creixia sota la NEP i era bastant petita, els bolxevics començaren a apuntar cap als acabdalats kulaks. Va ser difícil identificar clarament a aquest grup, malgrat que, com que només un als voltants d'un magre 1% dels camperols dels treballadors empleats (la definició marxista bàsica d'un capitalista) i el 80% de la població del país era camperola.
La igualtat de quotes de terra entre els camperols comportà la mancança d'aliments a les ciutats. Malgrat que la producció de gra havia tornat als nivells anteriors a la guerra, les grans hisendes que l'havien produït per als mercats urbans s'havien dividit. Sense interès a adquirir diners per comprar béns sobrevalorats, els camperols van escollir menjar allò que produïen, en comptes de vendre'l, motiu pel qual només arribà a les ciutats la meitat del gra que havia estat disponible abans de la guerra. Abans de la Revolució, els camperols controlaven només 2.100.000 km² dividits en 16 milions d'explotacions, produint el 50% dels aliments produïts a Rússia i consumit el 60%. Després de la revolució, els camperols controlaven 3.140.000 km² dividits en 25 milions d'explotacions, produint el 85% dels aliments, però consumint el 80% del que produïen.
El Partit Comunista Soviètic mai no havia estat complagut amb l'agricultura privada i veié en la col·lectivització el millor remei per al problema. Lenin afirmà que la producció a petita escala dona llum al capitalisme i a la burgesia constantment, dia a dia, cada hora, amb força elemental i en vastes proporcions. Fora dels objectius ideològics, Stalin també volia portar a terme un programa d'una ràpida industrialització pesada que requeria grans quantitats d'excedents per ser retirats del sector agrícola a fi d'alimentar una creixent mà d'obra industrial i pagar per les importacions de maquinària. Els objectius socials i ideològics també serien assolits mitjançant la mobilització de camperols a empreses econòmiques cooperatives, les quals produirien grans retorns a l'Estat i podrien complir un propòsit secundari a proveir de serveis socials a la gent.

## La crisi de 1928
Aquesta demanda de més gra va tenir com a resultat la reintroducció de la requisa dels cultius, a la qual es resistiren les zones rurals. El 1928 va haver-hi un dèficit de 2 milions de tones de gra comprat per l'Estat. Stalin al·legà que el gra havia estat produït, però que estava sent acumulat pels kulaks. En lloc d'apujar el preu, el Politburó aprovà una mesura d'emergència per requisar 2,5 milions de tones de gra.
Les confiscacions de gra desanimaren als camperols i durant 1928 es produí encara menys gra, amb el govern recorrent de nou a les requises. La major part del gra va ser requisat a camperols mitjans, car no n'hi havia prou en mans dels kulaks. El 1929, especialment després de la implantaciació del mètode ural-siberià d'obtenció de gra, la resistència a la requisa s'estengué amb alguns incidents violents.
Enfrontats amb la negativa al fet que els entreguessin el gra, el Comitè Central prengué la decisió de portar a terme un programa de col·lectivització a escala nacional en una sessió plenària celebrada al novembre de 1929.
El Comissariat d'Agricultura (el Narkomsem) suggerí diverses formes de col·lectivització agrícola pel que fa a propietat comuna:
- Associació per al cultiu conjunt de la terra (Товарищество по совместной обработке земли, ТОЗ/TOZ), on només la terra era d'ús comú.
- Artel agrícola: inicialment amb un significat obert, posteriorment formalitzat en convertir-se a una organització de base de kolkhozes, mitjançant l'Estatut estàndard d'un artel agrícola, adaptat pel Sovnarkom al març de 1930.
- Comuna agrícola, amb el nivell més alt d'ús comú de recursos.

Així mateix, s'instal·laren diverses cooperatives per processar els productes agrícoles.
El novembre de 1929, el Comitè Central decidí implementar una col·lectivització accelerada, en forma de kolkhozes i sovkhozes. Això marcà el final de la Nova Política Camperola, que havia permès als camperols vendre els seus excedents al mercat obert. Stalin va fer traslladar a molts dels denominats kulaks a granges col·lectives a llocs distants perquè treballessin en camps de cultiu. S'ha calculat que van morir una cinquena part d'aquests deportats, molts dels quals eren dones i nens. Com a resposta, molts camperols començaren a resistir-se, sovint de manera armada, contra els funcionaris enviats als seus pobles. Com una forma de protesta, molts camperols van preferir matar el seu bestiar per menjar-se'l en comptes de lliurar-los a les granges col·lectives, la qual cosa provocà una disminució important de bestiar.
La col·lectivització havia estat alenada des de la Revolució d'Octubre de 1917, però el 1928 només un magre 1% de les terres agrícoles estaven col·lectivitzades i, malgrat els esforços dedicats a promoure i forçar la col·lectivització, l'optimista Primer Pla Quinquennal pronosticà que només el 15% de les granges funcionaven col·lectivament.

## Campanya durant l'hivern de 1929-30
Aquesta situació canvia increïblement de pressa durant la tardor de 1929 i l'hivern de 1930. Entre setembre i desembre de 1929, la col·lectivització augmentà d'un 7,4% a un 15%, però durant els dos primers mesos de 1930, 11 milions de llars se sumaren a les explotacions col·lectivitzades, la qual cosa portà a un augment total de la col·lectivització al 60%, gairebé de la nit al dia.
Per ajudar a la col·lectivització, el Partit decidí enviar 25.000 treballadors "socialment conscients" de la indústria al camp. Això s'assolí entre 1929 i 1930, i els treballadors passaren a ser coneguts com "els vint-i-cinc mil" ("dvadtsat'piat'tisiatxniki"). Les brigades de xoc van emprarse per obligar els camperols refractaris a unir-se a les granges col·lectives i eliminar a aquells que van ser declarats kulaks i els seus "agents".

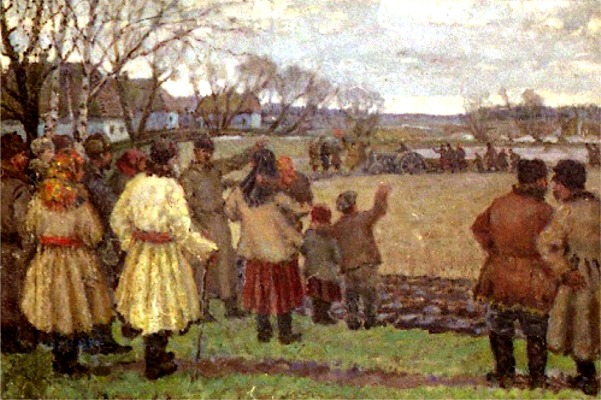
"El primer tractor", de Vladimir Krikhatski.

La col·lectivització tracta de modernitzar l'agricultura soviètica, per mitjà de la consolidació de la terra en parcel·les que podrien ser explotades per equips moderns emprant els darrers mètodes científics agrícoles. Es deia sovint que un tractor Fordson nord-americà (en rus: Фордзон) era la millor propaganda a favor de la col·lectivització. El Partit Comunista, que aprovà el pla el 1929, va predir un augment del 330% a la producció industrial i un augment del 50% a la producció agrícola.

Inicialment, els nous kolkhozi van ser ideats com a organitzacions gegantines, sense relació amb les comunitats de poble precedents. Kholjozi de decenes, i fins i tot de centenars o milers d'hectàrees, s'idearen en esquemes que serien coneguts com a "gigantomania". Eren usualment
 dividits en "economies" (ekonomikii) de 5.000/10.000 hectàrees que, alhora, eren dividits en camps i seccions (utxastki) sense relació amb els pobles existents. El propòsit era assolir una "àrea òptima completament despersonalitzada..." 
 Paral·lelament es traçaren plans per transferir els camperols als "pobles agrícoles" centralitzats, que oferien serveis moderns. Però, en les condicions socioeconòmiques de l'època, poc podria convertir-se en aquests esquemes utòpics. El Koljoz gegant va ser excepcional, existent només al paper i, en qualsevol cas, desapareixeria aviat. Els camperols van mantenir els seus pobles tradicionals, encara que primitius.
Els mitjans de producció (terres, equipament, bestiar) serien totalment "socialitzats", és a dir, alliberats del control de les llars camperoles. Ni tan sols es tindrien en compte les petites parcel·les privades. El treball agrícola es va concebre a una escala massiva. Enormes columnes de màquines haurien de treballar als camps, en un contrast absolut amb el treball camperol a petita escala. Tradicionalment, la majoria dels camperols mantenien les seves terres en forma d'un gran nombre de faixes disperses als camps de la comunitat. Per una resolució del 7 del 7 de gener de 1930, totes les línies de frontera que separa les assignacions de terres dels membres d'un "artel" han de ser eliminats i tots els camps seran combinats en una sola massa de terra. La norma bàsica que regí la reorganització dels camps era que el procés hauria d'estar finalitzat abans de la sembra primaveral.

## Marejats per l'èxit
El preu de la col·lectivització va ser tan alt el diari oficial Pravda, en el seu exemplar del 2 de març de 1930, publicà un article de Stalin, on el líder soviètic feia una crida a una detenció temporal del procés:
| « | És un fet que per al 20 de febrer d'aquest any el 50 per cent de les granges camperoles per tota la Unió Soviètica ha estat col·lectivitzada. Això significa que, el 20 de febrer de 1930, haurem acomplert de sobres amb el pla quinquennal de col·lectivització en més del 100%... alguns dels nostres camarades s'han marejat amb l'èxit i, momentàniament, han perdut la claredat de ment i la sobrietat de la visió | » |

Després de la publicació de l'article, la pressió cap a la col·lectivització disminuí temporalment i els camperols començaren a abandonar les granges col·lectives. Segons Martin Kitchen, el nombre de granges col·lectives va caure en un 50% el 1930. Però ben aviat la col·lectivització s'intensificà de nou i, per a 1936, prop del 90% de l'agricultura soviètica estava col·lectivitzada.

## Reacció dels camperols
Teòricament, els camperols sense terres haurien d'haver estat els majors beneficiaris de la col·lectivització, car se'ls va prometre una oportunitat de tenir una part igual al treball i en les seves recompenses; però malgrat això, les zones rurals no tenien molts camperols sense terres, a causa de la redistribució total de la terra que seguí a la Revolució. Per a aquells amb propietats, però, la col·lectivització significà lliurar-les a les granges col·lectives i vendre la major part dels aliments que produïen a l'Estat, a uns preus mínims establerts pel mateix estat, oposant-se per tant a la idea. A més, la col·lectivització implicava canvis substancials en la vida tradicional dels camperols russos en un molt curt període, malgrat la llarga tradició rural russa de col·lectivisme als pobles obsxina o mir. Els canvis van ser encara més dramàtics a altres zones com Ucraïna, on hi havia una llarga tradició agrícola individual; o a les regions de l'Àsia central o a les estepes del trans-Volga, on per a una família tenir un ramat de bestiar no només era un mitjà de subsistència, sinó que també d'orgull.
Molts camperols van oposar-se a la col·lectivització i, sovint, respongueren amb actes de sabotatge, incloent-hi la crema de cultius i la matança d'animals de càrrega. Segons les fonts del Partit, també va haver-hi casos de destrucció de la propietat i d'atacs a oficials i membres dels col·lectius. Isaac Mazepa, anterior primer ministre de la República Popular d'Ucraïna (1919-1920), afirmà que la catàstrofe de 1932 va ser el resultat de la resistència passiva... que tenia per objectiu la frustració sistemàtica dels plans bolxevics ver a la sembra i sega de la collita. Segons digué, es deixaren grans extensions sense treballar i (tant com) el 50% (de la collita) va deixar-se al camp i no es recollí, o s'arruïnà durant la trilla.

## Resultats
A causa de les altes quotes que el govern havia imposat als camperols, alguns van negar-se a treballar. Merle Fainsod estima que, el 1952, els beneficis de les granges col·lectives només van ser una quarta part dels ingressos en efectiu de les finques privades a les granges col·lectives soviètiques. En molts casos, l'efecte immediat de la col·lectivització va ser la reducció de la producció i de gairebé la meitat del bestiar. La recuperació posterior de la producció agrícola també va veure's entrebancada per les pèrdues patides per la Unió Soviètica durant la Segona Guerra Mundial i la greu sequera de 1946; no obstant això, la pèrdua més gran de bestiar va ser ocasionada per la col·lectivització de tots els animals, excepte els porcs. El nombre de vaques a la Unió Soviètica es reduí de 33,2 milions el 1928 a 27,8 milions el 1941 i a 24,6 milions el 1950. El nombre de porcs es reduí de 27,7 milions el 1928 a 27,5 milions el 1941 i a 93,6 milions el 1950. El nombre de cavalls disminuí de 36,1 milions el 1928 a 21 milions el 1941 i a 12,7 milions el 1950. Només a finals de la dècada de 1950 les reserves d'animals de granja començaren a apropar-se als nivells de 1928.
Malgrat els plans inicials, la col·lectivització, juntament amb la mala collita de 1932-33, no va estar a l'altura de les expectatives. El PCUS culpà d'aquests problemes als kulaks, que havien organitzat una resistència a la col·lectivització. Se'ls acusà d'haver acumulat gra per especular amb preus alts. El govern soviètic respongué a aquests actes tallant les racions d'aliments als camperols i a les zones on hi havia oposició a la col·lectivització, en especial a Ucraïna. Centenars de milers d'opositors a la col·lectivització van ser executats o enviats als camps de treballs forçats. Moltes famílies camperoles van ser reassentades a Sibèria o a Kazakhstan en assentament d'exiliats, dels quals molts van morir pel camí.
El 7 d'agost de 1932, el Decret sobre la protecció de la propietat socialista proclamà que el càstig per robatori als kolkhozi era la pena de mort encara que, en virtut de les circumstàncies, podia ser substituïda per la de 10 anys de presó. Amb la denominada "Llei de les espigues" ("Закон о колосках"), els camperols (inclosos els nens) que obtenien a mà gra recollit als camps col·lectius després de la collita, van ser detinguts per malmetre la producció estatal de cereals. Martin Amis va escriure a Koba the Dread que el nombre de sentències per aquest delicte en particular entre la mala collita d'agost de 1932 i desembre de 1933 va ser de 125.000.
Entre 1929 i 1932 va haver-hi una caiguda massiva de la producció agrícola i la fam s'estengué per tot el camp. Stalin culpà als anomenats kulaks, els camperols adinerats, de qui va dir que sabotejaven la recol·lecció del gra, resolent per tant eliminar-los com a classe. Les estimacions suggereixen que entre un i cinc milions de famílies kulaks van ser enviats als camps de treballs forçats. Les morts per inanició o per les malalties causades directament per la col·lectivització han estat d'entre 4 i 10 milions. Segons les xifres oficials soviètiques, uns 24 milions de camperols van desaparèixer de les àrees rurals, i només 12,6 es mudaren per ocupar càrrecs a l'Estat. S'infereix que el nombre total de morts (tant directes com indirectes) per la col·lectivització estalinista va ser d'uns dotze milions de persones.

### Sibèria
Des de la segona meitat del segle xix, Sibèria ha estat una important regió agrícola a l'interior de Rússia, especialment al sud (actualment el Krai d'Altai, óblast d'Omsk, l'óblast de Novosibirsk, l'óblast de Kemerovo, Khakàssia i l'óblast de Irkutsk). El programa Stolipin de reassentaments concedí moltes terres per a immigrant d'altres regions de l'imperi, creant una gran quantitat de camperols adinerats i estimulant un ràpid desenvolupament agrícola durant la dècada de 1910. Els comerciants locals van exportar grans quantitats de grans processats, farines i mantegues al centre de Rússia i de l'Europa Occidental.
Al maig de 1931, una resolució especial del Comitè Executiu Regional de Sibèria Occidental (qualificada de "ultrasecreta") ordenava l'expropiació de les propietats i la deportació de 40.000 kulaks a zones escassament poblades i desertes a l'óblast de Tomsk, al nord de la regió occidental de Sibèria. Les propietats expropiades havien de ser transferides als kolkhozi com a propietats col·lectives indivisibles i a la participació d'aquests representava la contribució forçada dels deportats a l'equitat kolkhoz que tindria lloc al fons de la col·lectivització dels pobres i els camperols sense terra(фонд коллективизации бедноты и батрачества).

### Àsia central i Kazakhstan
A àrees on l'activitat agrícola principal era la conducció de manades nòmades, la col·lectivització trobà una resistència massiva i pèrdues importants per la confiscació del bestiar. Els caps de bestiar al Kazakhstan van disminuir de 7 milions a 1,6 milions de bestiar boví i de 22 milions a 1,7 milions de bestiar oví. Les restriccions contra la migració demostraren ser ineficaces i mig milió de persones emigraren a altres regions de l'Àsia central i 1,5 milions a la Xina. D'aquells que es quedaren, prop d'un milió van morir durant la fam conseqüent. A Mongòlia, llavors una dependència soviètica, la temptativa de col·lectivització s'abandonà el 1932, després de la pèrdua de 8 milions de caps de bestiar.

### Ucraïna
La majoria dels historiadors estan d'acord que el trastorn ocasionat per la col·lectivització i la resistència dels camperols contribuí amb la Gran Fam de 1932-33, especialment a Ucraïna, una regió especialment famosa pel seu terra ric (el txernozem). Aquest període en particular és denominat Holodomor. Durant una fam semblant de 1921-23 es realitzaren nombroses campanyes, tant al país com internacionalment, per recollir diners i menjar en suport de la població de les regions afectades. En canvi, no es realitzà cap campanya semblant durant la sequera de 1932-33, principalment a causa que la informació sobre el desastre va ser eliminada per Stalin. A més, la migració de la població de les zones afectades va ser restringida.
Aproximadament, 40 milions de persones van veure's afectades per la mancança d'aliments, incloent-hi zones properes a Moscou, on les taxes de mortaldat s'incrementaren en un 50%. El centre de la fam, no obstant això, va ser Ucraïna i les regions circumdants, fins i tot les zones del riu Don, del riu Kuban, del Caucas Nord i el Kazakhstan, on el nombre de víctimes va ser d'un milió de morts. El camp va quedar més afectat més que no pas les ciutats, però les 120.000 persones van morir a Khàrkiv, 40.000 a Krasnodar i 20.000 a Stavropol.
Els arxius soviètics desclassificats mostren que hi van haver 1,54 milions de morts oficialment certificades a Ucraïna a causa de la fam. Alec Nove sosté que el registre de morts cessà en moltes zones durant la fam, però s'ha senyalat que les morts registrades van ser substancialment revisades per oficials demogràfics soviètics. La versió més antiga de les dades mostra 600.000 morts a Ucraïna que a la versió actual, amb estadístiques revisades. A El llibre negre del comunisme, els autors xifren en 4 els milions de morts, i qualifiquen la Gran Fam com un genocidi del poble ucraïnès
Robert Conquest, tot i això, ha estat massa criticat per confiar excessivament en un llibre (Black Deeds of the Kremlin por S. O. Pidhainy) com a font sobre el nombre de víctimes a Ucraïna, sense dubtar de la validesa de la font, malgrat haver estat escrit per emigrants ucraïnesos al Canadà i als Estats Units. Estimacions posteriors de Werth i d'un comitè del Congrés s'han recolzat fonamentalment en el treball de Conquest. La hipòtesi que la fam fos creada conscientment com un genocidi contra el poble ucraïnès, així com el nombre estimat de morts, és disputada per aquells que afirmen que la major part de les proves són propaganda antisoviètica motivada políticament. Alguns escriptors d'esquerres com a Jeff Coplon i Ludo Martens han sostingut recentment una xifra molt més modesta d'entre diversos centenars de milers i fins a dos milions de morts. L'historiador nord-americà John Arch Getty suggerí al London Review of Books que la responsabilitat per la fam havia de ser compartida per les desenes de milers d'activistes i funcionaris que executaren la política i pels camperols que decidiren matar el bestiar, cremar els camps i boicotejar la collita com a protesta. Les afirmacions que la fam va ser deliberadament planejada per Stalin han estat rebutjades per alguns sovietòlegs com Alexander Dallin de la Universitat Stanford, Moshe Lewin de la Universitat de Pennsilvània o Lynne Viola de la Universitat de Nova York a Binghamton. Aquesta incertesa sobre el nombre de víctimes de la col·lectivització queda reflectida en les paraules de Nikita Khrusxov: "Mai no sabrem quanta gent va morir directament a causa de la col·lectivització, o indirectament a conseqüència de la impaciència de Stalin per culpar el seu fracàs a d'altres".

### Letònia
Després de l'ocupació soviètica de Letònia el 1940, els nous governants del país s'enfrontaren amb un problema: les reformes agrícoles del període d'entreguerres havia incrementat les propietats individuals. Les propietats dels Enemics del Poble i dels refugiats, així com aquelles que excedissin les 30 hectàrees, van ser nacionalitzades entre 1940 i 1944, però als qui encara estaven sense terra, se'ls concediren parcel·les de 15 hectàrees. Així doncs, l'agricultura letona seguí sent essencialment depenent de les petites parcel·les personals, la qual cosa dificultava la planificació centralitzada. El 1940-41, el Partit Comunista va sostenir repetidament que la col·lectivització no succeiria a la força, sinó que voluntàriament i mitjançant l'exemple. Per alenar la col·lectivització, s'imposaren als impostos i es donà suport governamental a les noves granges. Els letons estaven acostumats a les propietats individuals (viensētas), que havien existit fins i tot durant l'època dels serfs. Per a molts agricultors, les parcel·les que havien obtingut per les reformes del període d'entreguerres van ser les primeres que les seves famílies havien obtingut en alguna ocasió. A més a més, el camp estava ple de rumors referits a la duresa de la vida de granja col·lectiva.
La pressió provinent de Moscou en favor de la col·lectivització continuà, i les autoritats de l'RSS de Letònia procuraren reduir la xifra d'agricultors amb propietats individuals (cada cop més etiquetats com a kulaki o budži) mitjançant impostos més alts i la requisa de productes agrícoles per a l'ús estatal. El primer kolkhoz va establir-se al novembre de 1946, i per a 1948, només s'havien establert 617 kolkhozos, integrant 13.814 granges (un 12,6% del total). El procés encara era vist com a molt lent, i al març de 1949, poc menys de 13.000 famílies de kulaks, així com un gran nombre d'individus van ser identificats. Entre el 24 de 30 de març de 1949, unes 40.000 persones van ser deportades i reassentades en diversos punts de la Unió Soviètica.
Després d'aquestes deportacions, el ritme de la col·lectivització s'accelerà, alhora que una onada d'agricultors es precipità cap als kolkhozos. En només dues setmanes s'establiren 1.740 nous kolkhozos i, a finals de 1950, només el 4,5% de les granges letones seguien estant fora de les unitats col·lectivitzades; al voltant de 226.900 granges pertanyien a les col·lectivitats, de les quals existien unes 14.700. la vida rural canvià: els moviments diaris dels agricultors van passar a ser dictats per plans, decisions i quotes formulades a un altre lloc i lliurades mitjançant una burocràcia intermediària no agrícola. Els nous kolkhozi, sobretot els més petits, estaven mal equipats, a més de ser pobres (a l'inici pagaven als agricultors un cop l'any en espècies, i després, en efectiu, però els salaris eren molt baixos i de vegades els agricultors no cobraven o acabaven devent diners al kolkhoz. Els camperols encara tenien petites porcions de terra (no més de mitja hectàrea) al voltant de les seves cases, on conreaven aliments per a ells mateixos. Juntament amb la col·lectivització, el govern intentà desarrelar aquest costum de viure en granges individuals, traslladant la gent cap als pobles; però malgrat tot, aquest procés fracassà a causa de la carència de diners perquè els soviètics planejaren traslladar també les cases.

## Avanç de la col·lectivització a la Unió Soviètica
| Any  | Quantitat de granges col·lectives | Percentatge de granges en col·lectivitat | Percentatge d'àrees sembrades per us col·lectiu |
| ---- | --------------------------------- | ---------------------------------------- | ----------------------------------------------- |
| 1927 | 14,800                            | 0.8                                      | –                                               |
| 1928 | 33,300                            | 1.7                                      | 2.3                                             |
| 1929 | 57,000                            | 3.9                                      | 4.9                                             |
| 1930 | 85,900                            | 23.6                                     | 33.6                                            |
| 1931 | 211,100                           | 52.7                                     | 67.8                                            |
| 1932 | 211,100                           | 61.5                                     | 77.7                                            |
| 1933 | 224,500                           | 65.6                                     | 83.1                                            |
| 1934 | 233,300                           | 71.4                                     | 87.4                                            |
| 1935 | 249,400                           | 83.2                                     | 94.1                                            |
| 1936 | –                                 | 90.5                                     | 98.2                                            |
| 1937 | 243,700                           | 93.0                                     | 99.1                                            |
| 1938 | 242,400                           | 93.5                                     | 99.8                                            |
| 1939 | 235,300                           | 95.6                                     | –                                               |
| 1940 | 236,900                           | 96.9                                     | 99.8                                            |

Les xifres oficials per a les àrees col·lectivitzades (la columna amb el percentatge d'àrea sembrada per ús col·lectiu a la taula precedent) estan esbiaixades cap a dalt per dos factors tècnics. En primer lloc, aquestes xifres oficials estan calculades com a percentatge d'àrea sembrada en granges camperoles, excloent l'àrea cultivada per sovkhozi i d'altres usuaris agrícoles. Els estimats basats en el total d'àrea sembrada (incloent-hi les terres estatals) redueixen la part de granges col·lectives entre 1935 i 1940 al voltant d'un 80%. En segon lloc, les parcel·les familiars de membres de kolkhoz estan incloses a la base de les terres de les granges col·lectives. Sense les parcel·les familiars, la terra treballable en cultiu col·lectiu el 1940 era del 96,4% de la terra en granges col·lectives i no del 99,8% com mostren les estadístiques oficials. Tot i que no es discuteix el fet que la col·lectivització estava estenent-se entre 1928 i 1940, la taula inferior dona xifres diferents (més realistes) sobre l'extensió de la col·lectivització de les àrees cultivades.
Distribució d'àrees cultivades per usuaris de terres, 1928 i 1940
| Usuaris de terres                                         | 1928    | 1940    |
| --------------------------------------------------------- | ------- | ------- |
| Totes las granges, '000 hectàrees                         | 113,000 | 150,600 |
| Granges estatals (sovkhozi)                               | 1,5%    | 8,8%    |
| Granges col·lectives (kolkhozi)                           | 1.2     | 78.2    |
| Parcel·les familiars (en granges col·lectives i estatals) | 1.1     | 3.5     |
| Granges de camperols i d'altres usuaris                   | 96.2    | 9.5     |

## Descol·lectivització sota l'ocupació alemanya
Durant la Gran Guerra Patriòtica, Alfred Rosenberg, com a Ministre dels Territoris de l'Est del Reich, publicà una sèrie de proclames on anunciava el final de les granges col·lectives soviètiques a les regions sota ocupació alemanya. Així mateix, al febrer de 1942, va emetre una Llei Agrària on anul·lava tota la legislació soviètica sobre agricultura i restaurava les granges familiars a aquells que volguessin col·laborar amb els ocupants. Però la descol·lectivització entrà en conflicte amb les demandes més àmplies de producció d'aliments en temps de guerra i Hermann Goering exigí que es mantingués el kolkhoz, encara que amb un canvi de nom. El mateix Hitler qualificà la redistribució de la terra com a "estúpida".
Al final, les autoritats d'ocupació alemanyes van mantenir la majoria dels kolkhozi i simplement els anomenaren granges col·lectives (en rus, obixtxinnie khoziaistva), un retrocés a la tradicional comuna russa. La propaganda alemanya la va descriure com el pas preparatori cap a la dissolució darrera dels kolkhozi per crear granges privades, les quals serien lliurades als camperols que haguessin lliurat lleialment les quotes obligatòries de producció agrícola als alemanys. El 1943, els alemanys havien convertit el 30% dels kolkhozi en "cooperatives agrícoles" recolzades per Alemanya, però fins llavors no les havien convertit en granges privades.

## Reprivatització
Després de la dissolució de la Unió Soviètica en 1991, les terres i els recursos que gestionaven els kolkhoz i els sovkhoz foren reprivatitzats el 1993.